# Anem jezik
Anem jezik (karaiai; ISO 639-3: anz), jedan od tri jezika papuanske porodice Yele-zapadnonovobritanskih jezika, kojim govori 550 ljudi (2003 SIL) u Papui Novoj Gvineji u provinciji West New Britain.
Prema ranijoj klasifikaciji pripadao je novobritanskoj skupini jezika unutar koje je činio posebnu podskupinu.
U upotrebi je i bariai [bch].

## Vanjske poveznice
- Ethnologue (14th)
- Ethnologue (15th)